# Alpinia sibuyanensis
Alpinia sibuyanensis là một loài thực vật có hoa trong họ Gừng. Loài này được Elmer mô tả khoa học đầu tiên năm 1915.